# あなたへ/Ooo Baby
『あなたへ/Ooo Baby』（あなたへ / ウー ベイビー）は、EXILEの38枚目のシングルおよびEXILE ATSUSHIの2枚目のシングル。2011年11月23日にrhythm zoneから発売。

## 概要
前作『Rising Sun/いつかきっと…』から2カ月ぶりのシングル。前作に続き両A面シングルである。アルバム『EXILE JAPAN/Solo』からの先行シングル。
初回仕様が、スリーブケース仕様となっている。また、期間限定封入特典としてステッカーが封入される。

## 収録曲

### CD
1. あなたへ [4:51]
作詞：ATSUSHI / 作曲：Tatsuro Mashiko / 編曲：Yoshiaki Fujisawa
  - FUJITSU「ARROWS Kiss」イメージソング[8]
2. Ooo Baby [2:59] - EXILE ATSUSHI
作詞：ATSUSHI、Arno Lucas、Jerome Dufour / 作曲：Arno Lucas、Jerome Dufour / 編曲：Jerome Dufour
  - 日本テレビ系『スッキリ!!』2011年12月度エンディングテーマ
3. あなたへ (Instrumental)
4. Ooo Baby… (Instrumental)

### DVD
※CD+DVDのみ
1. あなたへ (Video Clip)
2. Ooo Baby… (Video Clip) - EXILE ATSUSHI

## 楽曲の収録アルバム
- EXILE JAPAN/Solo（M1、M2）
- EXILE BEST HITS -LOVE SIDE / SOUL SIDE-（M1）

## カバー
あなたへ
- THE RAMPAGE from EXILE TRIBE（2021年、シングル『THE RAMPAGE FROM EXILE』収録）